# Стефан Йохансен
Стефан Йохансен (на норвежки: Stefan Johansen), роден на 8 януари 1991 г. във Вардьо, Норвегия, е норвежки професионален футболист, полузащитник, настоящ играч на Фулъм и националния отбор на Норвегия.

## Клубна кариера

### Будьо/Глимт
Започва кариерата си през 2007-ма в Будьо/Глимт. Играе за отбора три години, в които записва 27 официални мача.

### Стрьомсгодсе
През 2010 г. подписва със Стрьомсгодсе. През 2013 година успява да помогне на отбора да стане шампион на Норвегия. Добрите му игри не остават незабелязани, и през 2014 година е закупен от шотландския гранд Селтик.

### Селтик
На 15 януари 2014 г. преминава в Селтик за сумата от 2 милиона паунда. За трите сезона, в които е част от шотландския клуб, Йохансен на три пъти печели шампионската титла на Шотландия.

### Фулъм
На 26 август 2016 г. подписва с Фулъм за необявена трансферна сума.

## Национален отбор
Прави дебюта си за националния отбор в приятелски мач срещу Швеция през август 2013 г., отбелязвайки един от головете за своя отбор.

## Успехи
Стрьомсгодсе
- Шампион на Норвегия (1): 2013

 Селтик
- Шампион на Шотландия (3): 2013-14, 2014-15, 2015-16